# Sassenreuth

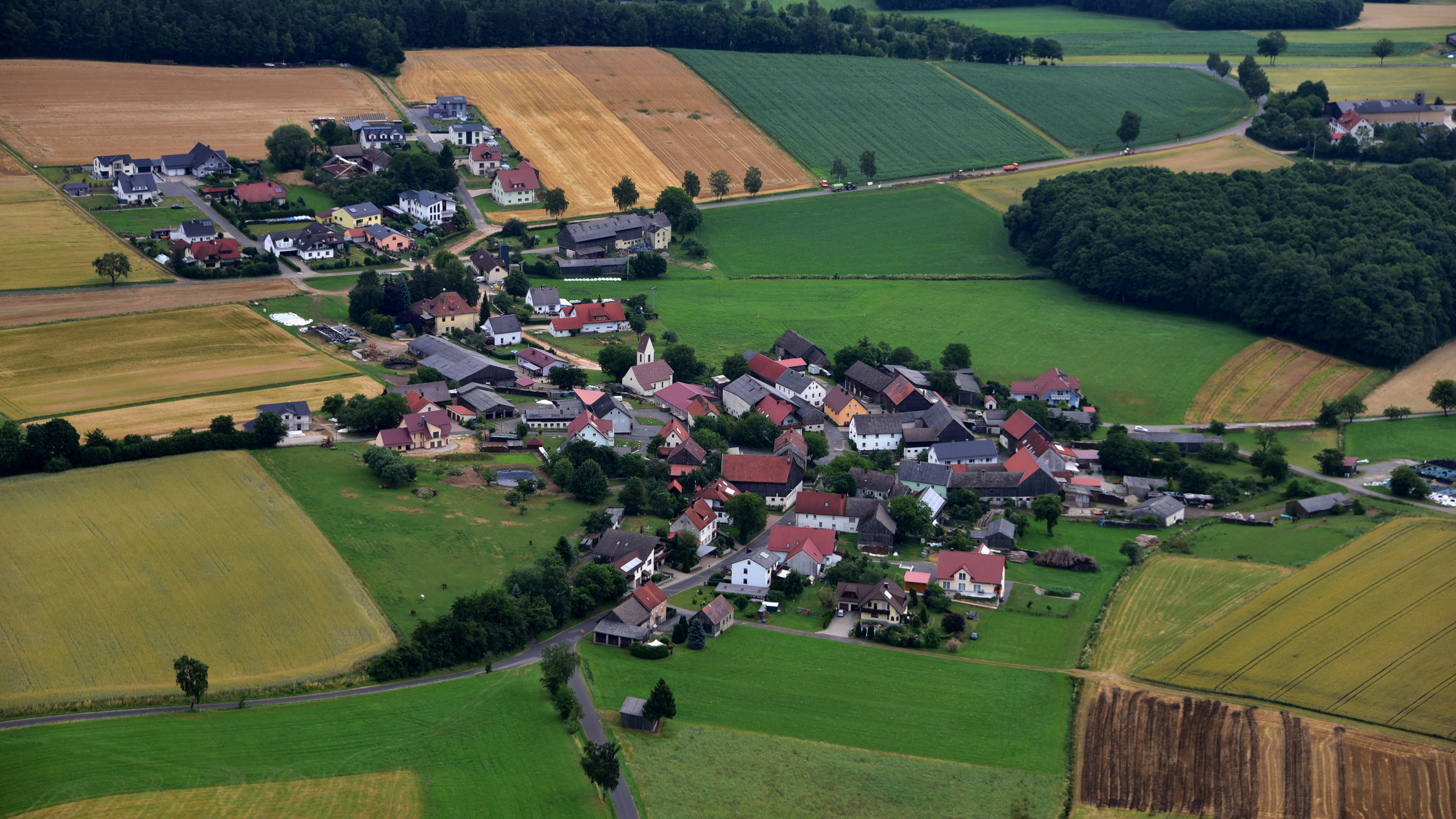
Sassenreuth, Luftaufnahme (2016)

Sassenreuth ist ein Gemeindeteil des Marktes Kirchenthumbach im Oberpfälzer Landkreis Neustadt an der Waldnaab. Sassenreuth hat rund 100 Einwohner und war bis Ende Juni 1972 eine eigenständige Gemeinde.

## Geographie
Das Kirchdorf Sassenreuth liegt knapp vier Kilometer nordnordwestlich des Gemeindezentrums und ist mit diesem durch die Staatsstraße 2120, die  am Ortsrand vorbei führt, verbunden.

## Geschichte
Um 1326 hieß der Ort „Sachsenreuth“ und bis 1652 „Saxenreuth“.
Sassenreuth wurde schon 1366/68 als „Sahssenreut, zum Amt Thurndorf gehörend“, erwähnt. Aus späterer Zeit findet man es auch als „Saxenreut“ in Urkunden. Der erste Ortsnamensteil lässt evtl. auf eine Rodung durch Personen des Stammes der Sachsen schließen. Es sei dahingestellt, ob es freie oder kriegsgefangene Sachsen waren. Der zweite Teil des Ortsnamens lässt eine Entstehung in der zweiten Rodungsperiode erkennen, in der meist die Ortsnamen entstanden, die auf -reuth enden.
Bereits 1387 besaß dort Wolfart Erlböckh einen Hammer, der in der Oberpfälzer Hammereinigung genannt wird („Wolffhart Erelbeck mit dem hamer zu der Dreschelmül (Troschelhammer) vnd mit dem hamer zu dem Gehay (Kai) vnd den hamer zu Sehsenreut“). Der Hammer kam um 1630 an Hans Kotz, Sohn des Sebastian Kotz von Feilershammer, der sich dann Hans Kotz von Feilershammer und Sachsenreuth nannte. Ein gewisses Aufsehen erregte er wegen des Fundes von roter und gelber Erde in der Nähe von Sassenreuth.
1825 wurde in Sassenreuth eine Nebenschule erwähnt, die Adam Buchfelder von Thurndorf betrieb. Die Schule wurde ein halbes Jahr in Sassenreuth und in der anderen Jahreshälfte in Metzlasreuth abgehalten. Die Schule besuchten etwa 25 Kinder, welche pro Woche zwei Kreuzer zahlen mussten; der Lehrer wurde abwechselnd in den Häusern des Ortes ernährt, der Unterricht fand ebenfalls an diesen wechselnden Orten statt, da es kein Schulhaus gab.
Nach langen Auseinandersetzungen mit den Behörden konnte 1942 die Kirche St. Georg zu Sassenreuth eingeweiht werden, die des Öfteren Ausgangspunkt eines Georgiritts ist. Die Kirche ist nicht in der Denkmalliste eingetragen.
Am 1. Juli 1972 wurde im Zuge der Gebietsreform in Bayern die damalige Gemeinde Sassenreuth vollständig in die Gemeinde Kirchenthumbach eingegliedert.
Die Gemeindeteile der Gemeinde Sassenreuth waren:
- Sassenreuth
- Aicha
- Metzlasreuth
- Pfaffenstetten
- Straßenhäusl
- Tagmanns
- Wölkersdorf